# T作戦 (1942年7月)
1942年7月のT作戦（Tさくせん）は、太平洋戦争時に日本海軍が実施した作戦。目的はタニンバル諸島、アルー諸島、ケイ諸島の攻略と戡定作戦。

## 経過
1942年6月7日、T作戦の内示が行なわれた。実施は7月上旬。東印海軍航空隊をもって北部豪州敵航空兵力を制圧し、航空機および潜水艦による被攻撃機会を少なくするため上陸は優速小型艦艇をもって急襲的に実施する。戡定作戦が終わったら最小限度の警備兵力を残留させる（状況によっては全部引き揚げる）。
7月18日、第二南遣艦隊司令長官は、東部警備部隊指揮官畠山耕一郎少将（第二十四特別根拠地隊司令官）にT作戦の実施を下令した。T作戦部隊は、主隊（全作戦支援、航空戦）、第一攻略部隊（ドボ攻略）、第二攻略部隊（トアール攻略、ラングール掃討）、第三攻略部隊（サムラキ攻略、ラテット、チパ掃討）、輸送部隊で編成された。
30日早朝、攻略部隊はほぼ同時に、ドボ（アル）、トアール、ラングール（ケイ）、サムラキ（タニンバル）の敵前上陸に成功した。この間、第三攻略部隊（サムラキ攻略担当）方面に若干の敵機来襲があったほか、サムラキにおいて激しい機銃射撃を受けたが、被害はなかった。
主隊指揮下の第三十六航空隊および山陽丸の全力をもって、陸戦協力、対空哨戒、攻略地付近の索敵、伝単散布を行ったが、ジャンク数隻および若干の敵陣地を攻撃したほか海上陸上ともに敵を見なかった。この索敵中、36空の零式水偵一機がロッキード双発爆撃機一機撃墜を報告した。
航空部隊の北部豪州制圧は7月25日から一週間とされた。T作戦支援のため、第二十三航空戦隊司令官は高雄海軍航空隊と第三航空隊主力をクーパンに進出させ、25日から29日にわたりポートダーウィンに夜間攻撃を実施した（延べ24機）。30日、攻略部隊の上陸に呼応して第二十三航空戦隊はダーウィンおよびポートヘッドランドの爆撃を行った。陸攻3機のダーウィン夜間爆撃に引き続き、陸攻26機が零戦27機に掩護され、ダーウィン飛行場を昼間爆撃した。この時、P-40の迎撃を受けたが、日本の零戦隊は1機自爆で戦果報告はP-40撃墜16機（内不確実3）、陸攻は被弾4機で戦果報告はP-40撃墜1機。また別の陸攻9機はポートヘッドランド攻撃を行い、地上の施設機材を破壊した。
7月31日朝、攻略部隊艦艇は各待機位置およびアンボンに帰投し、作戦終了と思われた。しかし、サムラキ陸戦隊指揮官が英国商船2隻が兵隊満載で上陸しようとしていると報告した。東印部隊指揮官（二十四特根司令官）は増援を向けたが、40トンおよび150トン程度の木造船と分かり、増援陸戦隊はそのままサムラキに進出（8月1日上陸）させ、主隊はアンボンに入港した。攻撃に向かった航空部隊の大部分は敵を発見できず、敵を発見した水偵も燃料不足で攻撃できなかった。敵は豪州方面に遁走した模様であった。8月1日夕刻、東印部隊指揮官はT作戦終結を下令した。